# Скотт Гарретт
Ернест Скотт Гарретт (англ. Ernest Scott Garrett; нар. 9 липня 1959, Енглвуд, Нью-Джерсі) — американський політик-республіканець. З 2003 р. він представляє 5-й округ штату Нью-Джерсі у Палаті представників США.
У 1981 р. закінчив Державний коледж Монтклера, у 1984 р. отримав юридичну освіту в Рутгерському університеті в Камдені. З 1992 по 2003 рр. був членом Генеральної асамблеї Нью-Джерсі.
Одружений, має двох дітей.